# يوم الشهيد (الإمارات)
يوم الشهيد، مناسبة سنوية في دولة الإمارات العربية المتحدة، يُحتفل فيها رسميًا في 30 نوفمبر على نطاق الدولة احتفاءً بذكرى شهدائها الذين استشهدوا أثناء أداء مهامهم الوطنية داخل الدولة أو خارجها، ولا يقتصر الاحتفاء بشهداء الإمارات العسكريين على الذين استشهدوا ضمن القوات المسلحة فقط بل يشمل جميع الأشخاص الذين ضحوا بأرواحهم في جميع المجالات سواء العسكرية (القوات المسلحة أو وزارة الداخلية) أو الدبلوماسية أو مجندي الخدمة الوطنية، وقد أعلن عن يوم الشهيد في عام 2015 ضمن مرسوم أصدره رئيس الدولة - حينئذ - الشيخ خليفة بن زايد آل نهيان. ويعد هذا اليوم عطلة رسمية لكافة الدوائر الحكومية والخاصة، وتحتفل الدولة في هذا اليوم بإقامة مراسم وفعاليات متنوعة تذكر فيها تضحية شهداء الإمارات العربية المتحدة.

## تاريخ
يعود اختيار الحكومة الإماراتية لهذا التاريخ لذكرى سقوط أول شهيد في تاريخ الإمارات في 30 نوفمبر 1971، ويدعى سالم سهيل خميس، خلال المعركة التي خاضتها بلاده ضد القوات الإيرانية لاستعادة جزيرة طنب الكبرى، حيث كان يخدم بقوات شرطة رأس الخيمة، إلا أن القدر لم يمهله حتى يلتحق بالقوات المسلحة.
في الثلاثين من نوفمبر من عام،1971 قبل إعلان قيام دولة الإمارات بيومين فقط، استشهد الشرطي سالم بن سهيل خميس بن زعيل، دفاعا عن علم بلاده، وهو المؤتمن للحفاظ على النظام والأمن في جزيرة طنب الكبرى، هو و5 من زملائه، حيث رفض إنزال العلم، مقابل إصرار الجنود الإيرانيين المسلحين واستخدامهم صنوف الأسلحة الثقيلة والخفيفة، ما أدى إلى استشهاده.